# 1768
Portal Geschichte | Portal Biografien | Aktuelle Ereignisse | Jahreskalender | Tagesartikel

◄ |
17. Jahrhundert |
18. Jahrhundert
| 19. Jahrhundert | ►

◄ |
1730er |
1740er |
1750er |
1760er
| 1770er | 1780er | 1790er | ►

◄◄ |
◄ |
1764 |
1765 |
1766 |
1767 |
1768
| 1769 | 1770 | 1771 | 1772 | ► | ►►
Staatsoberhäupter  · Nekrolog · Kunstjahr · Literaturjahr · Musikjahr
| Januar | Januar | Januar | Januar | Januar | Januar | Januar | Januar |
| Kw     | Mo     | Di     | Mi     | Do     | Fr     | Sa     | So     |
| ------ | ------ | ------ | ------ | ------ | ------ | ------ | ------ |
| 53     |        |        |        |        | 1      | 2      | 3      |
| 1      | 4      | 5      | 6      | 7      | 8      | 9      | 10     |
| 2      | 11     | 12     | 13     | 14     | 15     | 16     | 17     |
| 3      | 18     | 19     | 20     | 21     | 22     | 23     | 24     |
| 4      | 25     | 26     | 27     | 28     | 29     | 30     | 31     |

| Februar | Februar | Februar | Februar | Februar | Februar | Februar | Februar |
| Kw      | Mo      | Di      | Mi      | Do      | Fr      | Sa      | So      |
| ------- | ------- | ------- | ------- | ------- | ------- | ------- | ------- |
| 5       | 1       | 2       | 3       | 4       | 5       | 6       | 7       |
| 6       | 8       | 9       | 10      | 11      | 12      | 13      | 14      |
| 7       | 15      | 16      | 17      | 18      | 19      | 20      | 21      |
| 8       | 22      | 23      | 24      | 25      | 26      | 27      | 28      |
| 9       | 29      |         |         |         |         |         |         |

| März | März | März | März | März | März | März | März |
| Kw   | Mo   | Di   | Mi   | Do   | Fr   | Sa   | So   |
| ---- | ---- | ---- | ---- | ---- | ---- | ---- | ---- |
| 9    |      | 1    | 2    | 3    | 4    | 5    | 6    |
| 10   | 7    | 8    | 9    | 10   | 11   | 12   | 13   |
| 11   | 14   | 15   | 16   | 17   | 18   | 19   | 20   |
| 12   | 21   | 22   | 23   | 24   | 25   | 26   | 27   |
| 13   | 28   | 29   | 30   | 31   |      |      |      |

| April | April | April | April | April | April | April | April |
| Kw    | Mo    | Di    | Mi    | Do    | Fr    | Sa    | So    |
| ----- | ----- | ----- | ----- | ----- | ----- | ----- | ----- |
| 13    |       |       |       |       | 1     | 2     | 3     |
| 14    | 4     | 5     | 6     | 7     | 8     | 9     | 10    |
| 15    | 11    | 12    | 13    | 14    | 15    | 16    | 17    |
| 16    | 18    | 19    | 20    | 21    | 22    | 23    | 24    |
| 17    | 25    | 26    | 27    | 28    | 29    | 30    |       |

| Mai | Mai | Mai | Mai | Mai | Mai | Mai | Mai |
| Kw  | Mo  | Di  | Mi  | Do  | Fr  | Sa  | So  |
| --- | --- | --- | --- | --- | --- | --- | --- |
| 17  |     |     |     |     |     |     | 1   |
| 18  | 2   | 3   | 4   | 5   | 6   | 7   | 8   |
| 19  | 9   | 10  | 11  | 12  | 13  | 14  | 15  |
| 20  | 16  | 17  | 18  | 19  | 20  | 21  | 22  |
| 21  | 23  | 24  | 25  | 26  | 27  | 28  | 29  |
| 22  | 30  | 31  |     |     |     |     |     |

| Juni | Juni | Juni | Juni | Juni | Juni | Juni | Juni |
| Kw   | Mo   | Di   | Mi   | Do   | Fr   | Sa   | So   |
| ---- | ---- | ---- | ---- | ---- | ---- | ---- | ---- |
| 22   |      |      | 1    | 2    | 3    | 4    | 5    |
| 23   | 6    | 7    | 8    | 9    | 10   | 11   | 12   |
| 24   | 13   | 14   | 15   | 16   | 17   | 18   | 19   |
| 25   | 20   | 21   | 22   | 23   | 24   | 25   | 26   |
| 26   | 27   | 28   | 29   | 30   |      |      |      |

| Juli | Juli | Juli | Juli | Juli | Juli | Juli | Juli |
| Kw   | Mo   | Di   | Mi   | Do   | Fr   | Sa   | So   |
| ---- | ---- | ---- | ---- | ---- | ---- | ---- | ---- |
| 26   |      |      |      |      | 1    | 2    | 3    |
| 27   | 4    | 5    | 6    | 7    | 8    | 9    | 10   |
| 28   | 11   | 12   | 13   | 14   | 15   | 16   | 17   |
| 29   | 18   | 19   | 20   | 21   | 22   | 23   | 24   |
| 30   | 25   | 26   | 27   | 28   | 29   | 30   | 31   |

| August | August | August | August | August | August | August | August |
| Kw     | Mo     | Di     | Mi     | Do     | Fr     | Sa     | So     |
| ------ | ------ | ------ | ------ | ------ | ------ | ------ | ------ |
| 31     | 1      | 2      | 3      | 4      | 5      | 6      | 7      |
| 32     | 8      | 9      | 10     | 11     | 12     | 13     | 14     |
| 33     | 15     | 16     | 17     | 18     | 19     | 20     | 21     |
| 34     | 22     | 23     | 24     | 25     | 26     | 27     | 28     |
| 35     | 29     | 30     | 31     |        |        |        |        |

| September | September | September | September | September | September | September | September |
| Kw        | Mo        | Di        | Mi        | Do        | Fr        | Sa        | So        |
| --------- | --------- | --------- | --------- | --------- | --------- | --------- | --------- |
| 35        |           |           |           | 1         | 2         | 3         | 4         |
| 36        | 5         | 6         | 7         | 8         | 9         | 10        | 11        |
| 37        | 12        | 13        | 14        | 15        | 16        | 17        | 18        |
| 38        | 19        | 20        | 21        | 22        | 23        | 24        | 25        |
| 39        | 26        | 27        | 28        | 29        | 30        |           |           |

| Oktober | Oktober | Oktober | Oktober | Oktober | Oktober | Oktober | Oktober |
| Kw      | Mo      | Di      | Mi      | Do      | Fr      | Sa      | So      |
| ------- | ------- | ------- | ------- | ------- | ------- | ------- | ------- |
| 39      |         |         |         |         |         | 1       | 2       |
| 40      | 3       | 4       | 5       | 6       | 7       | 8       | 9       |
| 41      | 10      | 11      | 12      | 13      | 14      | 15      | 16      |
| 42      | 17      | 18      | 19      | 20      | 21      | 22      | 23      |
| 43      | 24      | 25      | 26      | 27      | 28      | 29      | 30      |
| 44      | 31      |         |         |         |         |         |         |

| November | November | November | November | November | November | November | November |
| Kw       | Mo       | Di       | Mi       | Do       | Fr       | Sa       | So       |
| -------- | -------- | -------- | -------- | -------- | -------- | -------- | -------- |
| 44       |          | 1        | 2        | 3        | 4        | 5        | 6        |
| 45       | 7        | 8        | 9        | 10       | 11       | 12       | 13       |
| 46       | 14       | 15       | 16       | 17       | 18       | 19       | 20       |
| 47       | 21       | 22       | 23       | 24       | 25       | 26       | 27       |
| 48       | 28       | 29       | 30       |          |          |          |          |

| Dezember | Dezember | Dezember | Dezember | Dezember | Dezember | Dezember | Dezember |
| Kw       | Mo       | Di       | Mi       | Do       | Fr       | Sa       | So       |
| -------- | -------- | -------- | -------- | -------- | -------- | -------- | -------- |
| 48       |          |          |          | 1        | 2        | 3        | 4        |
| 49       | 5        | 6        | 7        | 8        | 9        | 10       | 11       |
| 50       | 12       | 13       | 14       | 15       | 16       | 17       | 18       |
| 51       | 19       | 20       | 21       | 22       | 23       | 24       | 25       |
| 52       | 26       | 27       | 28       | 29       | 30       | 31       |          |

| Januar | Januar | Januar | Januar | Januar | Januar | Januar | Januar |
| Kw     | Mo     | Di     | Mi     | Do     | Fr     | Sa     | So     |
| ------ | ------ | ------ | ------ | ------ | ------ | ------ | ------ |
| 53     |        |        |        |        | 1      | 2      | 3      |
| 1      | 4      | 5      | 6      | 7      | 8      | 9      | 10     |
| 2      | 11     | 12     | 13     | 14     | 15     | 16     | 17     |
| 3      | 18     | 19     | 20     | 21     | 22     | 23     | 24     |
| 4      | 25     | 26     | 27     | 28     | 29     | 30     | 31     |

| Februar | Februar | Februar | Februar | Februar | Februar | Februar | Februar |
| Kw      | Mo      | Di      | Mi      | Do      | Fr      | Sa      | So      |
| ------- | ------- | ------- | ------- | ------- | ------- | ------- | ------- |
| 5       | 1       | 2       | 3       | 4       | 5       | 6       | 7       |
| 6       | 8       | 9       | 10      | 11      | 12      | 13      | 14      |
| 7       | 15      | 16      | 17      | 18      | 19      | 20      | 21      |
| 8       | 22      | 23      | 24      | 25      | 26      | 27      | 28      |
| 9       | 29      |         |         |         |         |         |         |

| März | März | März | März | März | März | März | März |
| Kw   | Mo   | Di   | Mi   | Do   | Fr   | Sa   | So   |
| ---- | ---- | ---- | ---- | ---- | ---- | ---- | ---- |
| 9    |      | 1    | 2    | 3    | 4    | 5    | 6    |
| 10   | 7    | 8    | 9    | 10   | 11   | 12   | 13   |
| 11   | 14   | 15   | 16   | 17   | 18   | 19   | 20   |
| 12   | 21   | 22   | 23   | 24   | 25   | 26   | 27   |
| 13   | 28   | 29   | 30   | 31   |      |      |      |

| April | April | April | April | April | April | April | April |
| Kw    | Mo    | Di    | Mi    | Do    | Fr    | Sa    | So    |
| ----- | ----- | ----- | ----- | ----- | ----- | ----- | ----- |
| 13    |       |       |       |       | 1     | 2     | 3     |
| 14    | 4     | 5     | 6     | 7     | 8     | 9     | 10    |
| 15    | 11    | 12    | 13    | 14    | 15    | 16    | 17    |
| 16    | 18    | 19    | 20    | 21    | 22    | 23    | 24    |
| 17    | 25    | 26    | 27    | 28    | 29    | 30    |       |

| Mai | Mai | Mai | Mai | Mai | Mai | Mai | Mai |
| Kw  | Mo  | Di  | Mi  | Do  | Fr  | Sa  | So  |
| --- | --- | --- | --- | --- | --- | --- | --- |
| 17  |     |     |     |     |     |     | 1   |
| 18  | 2   | 3   | 4   | 5   | 6   | 7   | 8   |
| 19  | 9   | 10  | 11  | 12  | 13  | 14  | 15  |
| 20  | 16  | 17  | 18  | 19  | 20  | 21  | 22  |
| 21  | 23  | 24  | 25  | 26  | 27  | 28  | 29  |
| 22  | 30  | 31  |     |     |     |     |     |

| Juni | Juni | Juni | Juni | Juni | Juni | Juni | Juni |
| Kw   | Mo   | Di   | Mi   | Do   | Fr   | Sa   | So   |
| ---- | ---- | ---- | ---- | ---- | ---- | ---- | ---- |
| 22   |      |      | 1    | 2    | 3    | 4    | 5    |
| 23   | 6    | 7    | 8    | 9    | 10   | 11   | 12   |
| 24   | 13   | 14   | 15   | 16   | 17   | 18   | 19   |
| 25   | 20   | 21   | 22   | 23   | 24   | 25   | 26   |
| 26   | 27   | 28   | 29   | 30   |      |      |      |

| Juli | Juli | Juli | Juli | Juli | Juli | Juli | Juli |
| Kw   | Mo   | Di   | Mi   | Do   | Fr   | Sa   | So   |
| ---- | ---- | ---- | ---- | ---- | ---- | ---- | ---- |
| 26   |      |      |      |      | 1    | 2    | 3    |
| 27   | 4    | 5    | 6    | 7    | 8    | 9    | 10   |
| 28   | 11   | 12   | 13   | 14   | 15   | 16   | 17   |
| 29   | 18   | 19   | 20   | 21   | 22   | 23   | 24   |
| 30   | 25   | 26   | 27   | 28   | 29   | 30   | 31   |

| August | August | August | August | August | August | August | August |
| Kw     | Mo     | Di     | Mi     | Do     | Fr     | Sa     | So     |
| ------ | ------ | ------ | ------ | ------ | ------ | ------ | ------ |
| 31     | 1      | 2      | 3      | 4      | 5      | 6      | 7      |
| 32     | 8      | 9      | 10     | 11     | 12     | 13     | 14     |
| 33     | 15     | 16     | 17     | 18     | 19     | 20     | 21     |
| 34     | 22     | 23     | 24     | 25     | 26     | 27     | 28     |
| 35     | 29     | 30     | 31     |        |        |        |        |

| September | September | September | September | September | September | September | September |
| Kw        | Mo        | Di        | Mi        | Do        | Fr        | Sa        | So        |
| --------- | --------- | --------- | --------- | --------- | --------- | --------- | --------- |
| 35        |           |           |           | 1         | 2         | 3         | 4         |
| 36        | 5         | 6         | 7         | 8         | 9         | 10        | 11        |
| 37        | 12        | 13        | 14        | 15        | 16        | 17        | 18        |
| 38        | 19        | 20        | 21        | 22        | 23        | 24        | 25        |
| 39        | 26        | 27        | 28        | 29        | 30        |           |           |

| Oktober | Oktober | Oktober | Oktober | Oktober | Oktober | Oktober | Oktober |
| Kw      | Mo      | Di      | Mi      | Do      | Fr      | Sa      | So      |
| ------- | ------- | ------- | ------- | ------- | ------- | ------- | ------- |
| 39      |         |         |         |         |         | 1       | 2       |
| 40      | 3       | 4       | 5       | 6       | 7       | 8       | 9       |
| 41      | 10      | 11      | 12      | 13      | 14      | 15      | 16      |
| 42      | 17      | 18      | 19      | 20      | 21      | 22      | 23      |
| 43      | 24      | 25      | 26      | 27      | 28      | 29      | 30      |
| 44      | 31      |         |         |         |         |         |         |

| November | November | November | November | November | November | November | November |
| Kw       | Mo       | Di       | Mi       | Do       | Fr       | Sa       | So       |
| -------- | -------- | -------- | -------- | -------- | -------- | -------- | -------- |
| 44       |          | 1        | 2        | 3        | 4        | 5        | 6        |
| 45       | 7        | 8        | 9        | 10       | 11       | 12       | 13       |
| 46       | 14       | 15       | 16       | 17       | 18       | 19       | 20       |
| 47       | 21       | 22       | 23       | 24       | 25       | 26       | 27       |
| 48       | 28       | 29       | 30       |          |          |          |          |

| Dezember | Dezember | Dezember | Dezember | Dezember | Dezember | Dezember | Dezember |
| Kw       | Mo       | Di       | Mi       | Do       | Fr       | Sa       | So       |
| -------- | -------- | -------- | -------- | -------- | -------- | -------- | -------- |
| 48       |          |          |          | 1        | 2        | 3        | 4        |
| 49       | 5        | 6        | 7        | 8        | 9        | 10       | 11       |
| 50       | 12       | 13       | 14       | 15       | 16       | 17       | 18       |
| 51       | 19       | 20       | 21       | 22       | 23       | 24       | 25       |
| 52       | 26       | 27       | 28       | 29       | 30       | 31       |          |

## Ereignisse

### Politik und Weltgeschehen

#### Polen / Russland / Osmanisches Reich
- 29. Februar: Marek Jandołowicz gründet zusammen mit Adam Stanisław Krasiński, Józef Pułaski und Großpolens Generalstarost Jerzy August Mniszech auf der Festung von Bar die Konföderation von Bar gegen die kaiserlich russische Vormundschaft und das Ende der Goldenen Freiheit in Polen-Litauen. Der Zusammenschluss der polnischen Kleinadeligen bemüht sich vergeblich um die Unabhängigkeit Polens von Russland.

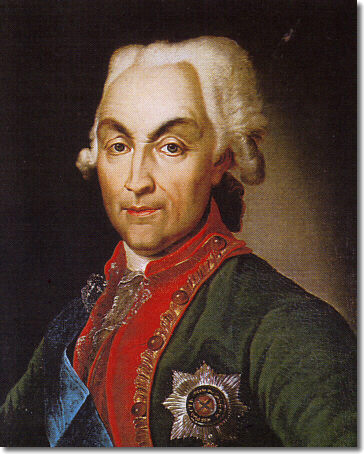
Der russische Botschafter Nikolai Repnin, Namensgeber für den Repnin-Sejm

- 5. März: Ein Stummer Sejm, der Repnin-Sejm, entscheidet sich für Russland als Schutzmacht für bestimmte Rechte in Polen. Kritiker der antirussischen Konföderation von Bar sind von den Beratungen ferngehalten.
- Der Kolijiwschtschyna-Aufstand der Hajdamaken unter dem Saporoger Kosaken Maksym Salisnjak bringt bis Ende Mai unter anderem die Städte  Tscherkassy, Smila, Korsun, Kaniw, Bohuslaw, Swenyhorodka und Lyssjanka unter seine Kontrolle. Der Aufstand in der rechtsufrigen Ukraine richtet sich gegen die polnische Feudalherrschaft in der Woiwodschaft Bracław und ist eine Reaktion auf die Konföderation von Bar. Die von den orthodoxen Klöster der Region ausgehende antikatholische Propaganda unterstützt die Ausbreitung des Aufstandes.
- Der Kosake Iwan Gonta, der eine Kosakeneinheit des Woiwode der Woiwodschaft Kiew Franciszek Salezy Potocki befehligt, soll die Aufständischen vor Uman bekämpfen, das ab dem 17. Juni belagert wird, läuft aber stattdessen mit seiner Einheit zu den Aufständischen über.

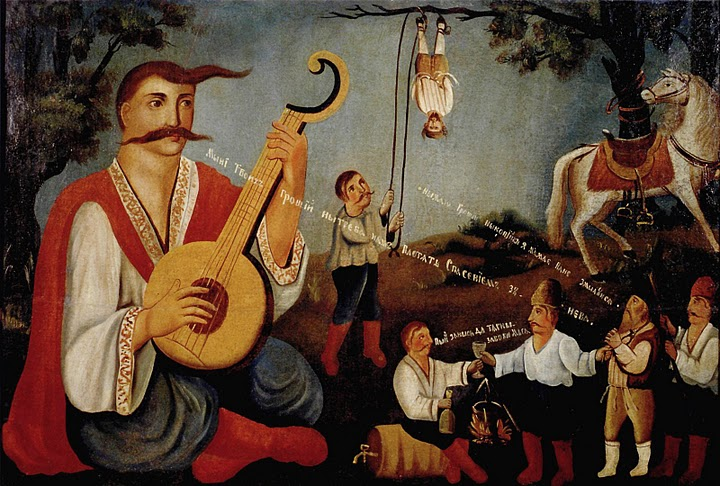
Ermordung eines Juden während des Massakers von Uman

- 21. Juni: Gegen das Versprechen, die Bevölkerung zu schonen, wird die Stadt Uman den Aufständischen übergeben. Entgegen der Abmachung beginnen diese sofort ein mehrtägiges Massaker an der polnischen und jüdischen Bevölkerung der Stadt, dem rund 20.000 Menschen in der Stadt und der Umgebung zum Opfer fallen.
- Auf Anordnung der russischen Kaiserin Katharina II., die befürchtet, der Aufstand könne auf die unter ihrer Verwaltung stehende Linksufrige Ukraine übergreifen, wird der Aufstand unterdrückt. Donkosaken-General Michail Kretschetnikow lädt die Aufständischen am 8. Juli zu einem Bankett ein, bei dem er die Hajdamaken, darunter auch Maksym Salisnjak und Iwan Gonta, gefangen nehmen lässt. Anschließend werden sie abgeurteilt. Maksym Salisnjak wird zu lebenslanger Zwangsarbeit verurteilt, Iwan Gonta an den Großhetman der polnischen Krone Jan Klemens Branicki übergeben, der ihn über mehrere Tage foltern und hinrichten lässt.
- 25. September: Nach Verletzung osmanischen Territoriums durch ein russisches Kosaken-Regiment bei Balta erklärt Sultan Mustafa III. Russland den Krieg. Der fünfte Krieg zwischen beiden Reichen bricht aus. Er endet 1774 siegreich für die Russen unter Katharina der Großen.

#### Korsika

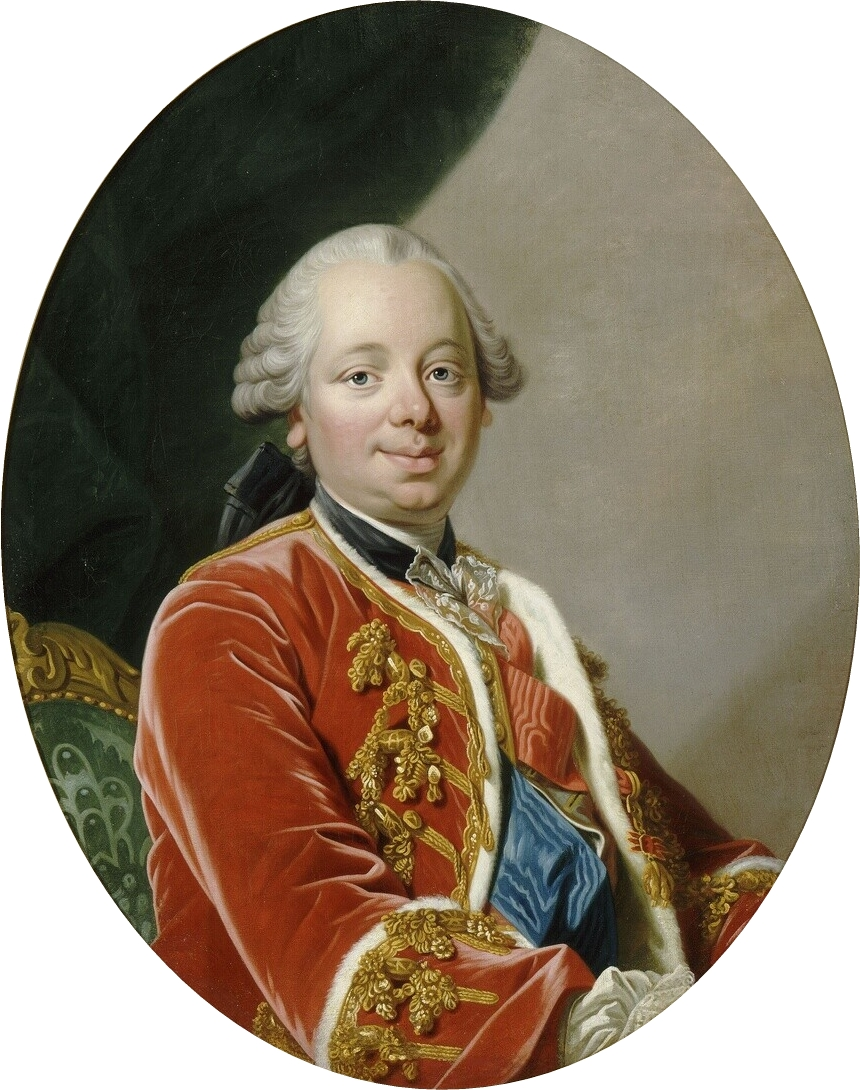
Étienne-François de Choiseul, Herzog von Amboise

Mit dem Vertrag von Versailles vom 15. Mai überträgt die Republik Genua seinem Verbündeten Frankreich die Insel Korsika als Sicherstellung für die in den letzten Jahren durch den Kampf gegen die dortigen Aufständischen angefallenen Schulden. Frankreich erhält gegen eine jährliche Rente die Nutzungsrechte an der Insel für die Dauer von 10 Jahren. Da absehbar ist, dass Genua seine Schulden nicht zurückzahlen können wird, kommt der vom französischen Außen- und Kriegsminister Étienne-François de Choiseul vermittelte Vertrag einer endgültigen Abtretung gleich. Als die Franzosen jedoch versuchen, mit 10.000 Mann auf der Insel zu landen, um sie in Besitz zu nehmen, werden sie von den korsischen Widerstandskämpfern unter der Führung von Pasquale Paoli und Carlo Buonaparte bekämpft und vertrieben.

#### Heiliges Römisches Reich

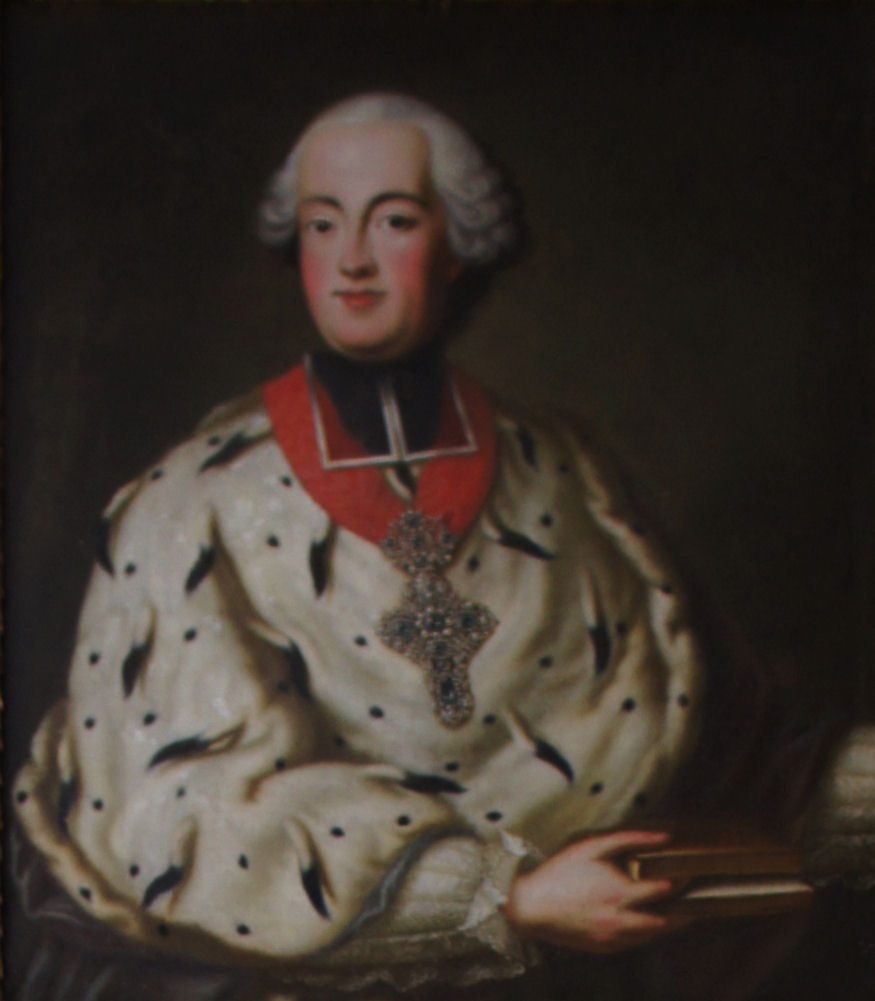
Clemens Wenzeslaus von Sachsen

- Clemens Wenzeslaus von Sachsen wird Erzbischof von Trier und damit gleichzeitig Kurfürst. Er folgt dem am 12. Januar verstorbenen Johann IX. Philipp von Walderdorff. Mit Clemens wird 1803/06 die lange Liste der Trierer Kurfürsten enden.
- 27. Mai: Mit dem auf Vermittlung Russlands zustandegekommenen Gottorper Vertrag endet die offiziell über 300-jährige Zugehörigkeit Hamburgs zum dänisch regierten Herzogtum Holstein. Dänemark erkennt die Unabhängigkeit und Reichsunmittelbarkeit der Hansestadt an. Zugleich wird ein umfangreicher Gebietsaustausch vereinbart. Die Freie Reichsstadt Hamburg erlässt dafür dem dänischen Königshaus und dem Herzogtum Holstein-Gottorp Verbindlichkeiten in Höhe von mehr als 1,3 Mio. Reichstalern. Neben dem russischen Staatsminister Caspar von Saldern war auch Heinrich Carl von Schimmelmann als Mittler zwischen den Parteien beteiligt. Christian VII. von Dänemark ratifiziert den Vertrag am 3. Juli, die Hamburgische Bürgerschaft am 14. Juli, Zarin Katharina II. am 4. Oktober und Kaiser Joseph II. bestätigt den Gottorper Vergleich am 30. Mai 1769.

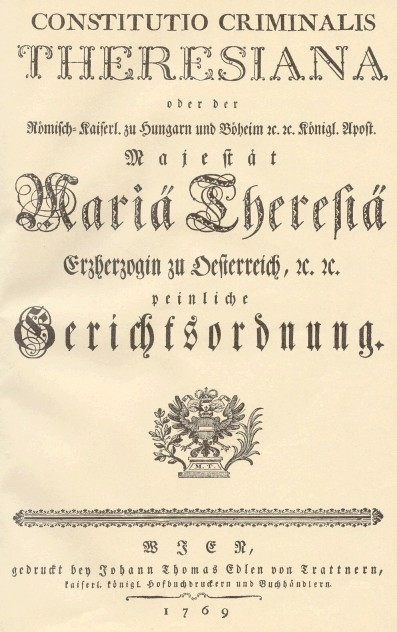
Titelseite der Constitutio Criminalis Theresiana

- 31. Dezember: Die Constitutio Criminalis Theresiana wird für die Österreichischen Erblande und die Länder der Böhmischen Krone in Kraft gesetzt, obwohl dieses Strafgesetzbuch von Staatsrat und Staatskanzlei wegen seiner Rückständigkeit abgelehnt worden ist. Sie ist bis 1787 in Kraft, gilt jedoch nicht in Ungarn. Die Theresiana ist neben der angestrebten Vereinheitlichung des Strafrechts in Österreich auch ein Versuch Maria Theresias, die damals üblichen Foltermethoden verbindlich zu regeln und zu beschränken.

#### Asien
Nachdem die Britische Ostindien-Kompanie ein Friedensangebot des Königreichs Mysore unter Hyder Ali zurückgewiesen hat und anschließend bis an die Malabarküste vorgestoßen ist, taucht dieser im November nach einer Umgehungsbewegung im Ersten Mysore-Krieg überraschend vor den Toren der praktisch unverteidigten Stadt Madras auf und zwing die Briten damit an den Verhandlungstisch.

Flagge des Reiches Thonburi

Phraya Taksin krönt sich zum Jahreswechsel nach seinem Sieg über die birmanischen Besatzungstruppen des Königs Hsinbyushin aus der Konbaung-Dynastie selbst zum König von Siam, das infolge des Untergangs des Königreichs Ayutthaya und der Zerstörung seiner Hauptstadt Ayutthaya im Vorjahr führungslos war. Statt die alte Hauptstadt wieder aufzubauen, gründet er das neue Königreich Thonburi. Allerdings gibt es seit dem Vorjahr zahlreiche lokale Kriegsherren, die die Souveränität Thonburis nicht anerkennen.

#### Weltumsegelungen

##### Louis Antoine de Bougainville

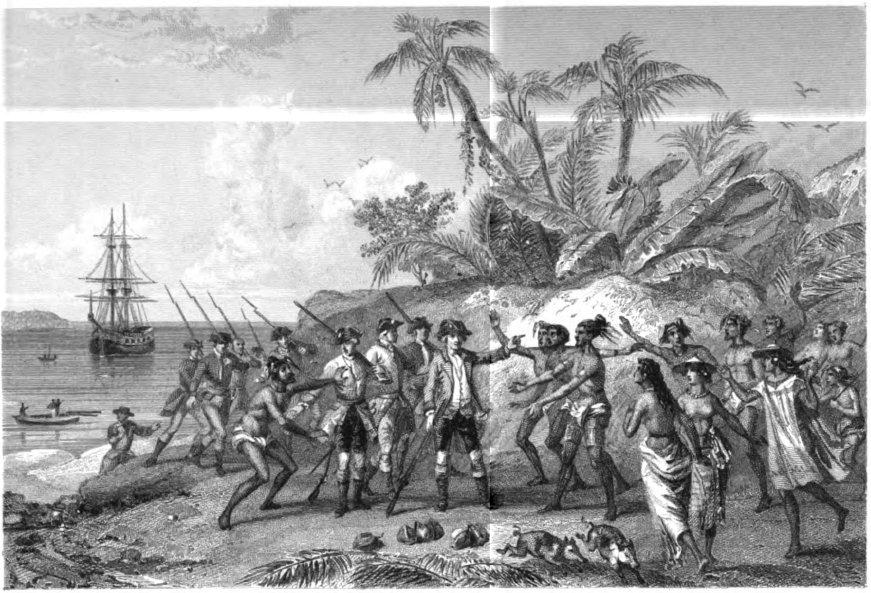
Bougainvilles Ankunft auf Tahiti, Darstellung aus Les Navigateurs français: histoire des navigations, découvertes et colonisations françaises, 1846

- 6. April: Der Franzose Louis Antoine de Bougainville trifft auf seiner Weltumseglung mit dem Schiff Boudeuse auf Tahiti ein und hält sich bis zum 16. April auf der Insel auf.
- 22. Mai: Louis Antoine de Bougainville entdeckt zu Pfingsten auf seiner Reise die von ihm so genannte Île de Pentecôte in der Südsee.
- Bougainvilles Expedition erforscht zahlreiche weitere pazifische Inseln, so die Neuen Hebriden, die Louisiaden, die nach König Ludwig XV. benannt werden und die Salomonen, die Bougainville nach fast 200 Jahren Vergessenheit neu entdeckt, und deren nördlichste Insel seinen Namen, Bougainville, erhält.
- September: Die Expedition erreicht die Molukken.

##### Samuel Wallis/Philipp Carteret
- 20. Mai: Nach rund zweijähriger Reise trifft die HMS Dolphin unter dem Kommando von Samuel Wallis in England ein und vollendet damit seine Weltumrundung.
- 3. Juni: Die HMS Swallow, das zweite Schiff der Expedition, das im Vorjahr von der Dolphin getrennt wurde, trifft unter dem Kommando von Philipp Carteret auf Batavia ein, das Wallis wenige Monate zuvor verlassen hat.
- Als Samuel Wallis trotz seiner Verdienste das Kommando über die Endeavour und die damit verbundene Pazifikreise zugunsten James Cooks verweigert wird, verlässt er die Marine und zieht sich ins Privatleben zurück.

##### James Cook

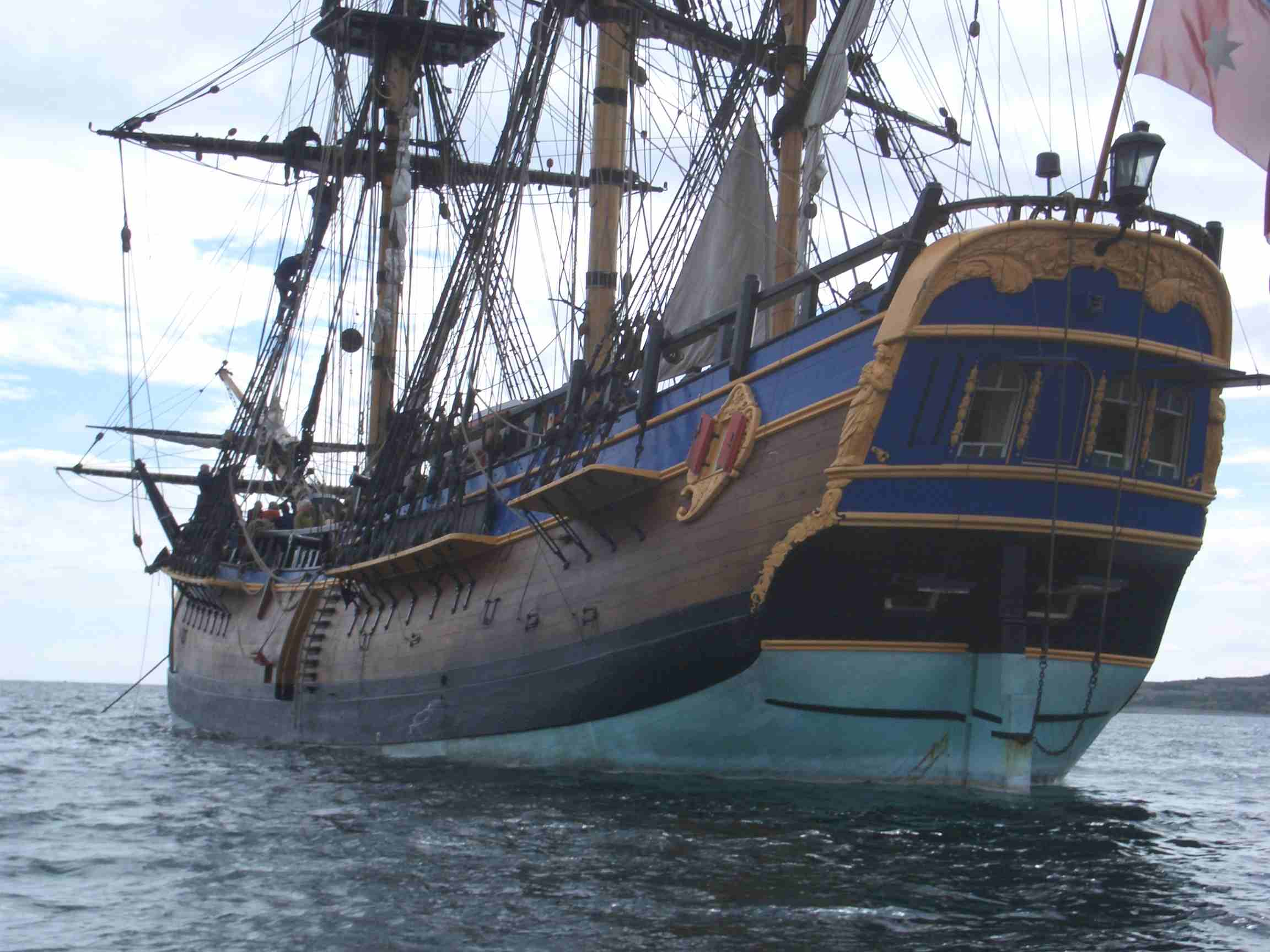
Nachbau der Endeavour

- 26. August: Das am 26. Mai in Dienst gestellte Segelschiff Endeavour läuft unter dem Kommando von James Cook mit 94 Mann Besatzung von Plymouth zu seiner ersten großen Pazifikreise aus. An Bord befinden sich 94 Personen und vor allem astronomische Instrumente, mit denen im Auftrag der Royal Society unter der Präsidentschaft des Astronomen James Douglas, 14. Earl of Morton, der Venustransit des Jahres 1769 beobachtet werden soll. Zu diesem Zweck soll auf Tahiti eigens eine Sternwarte errichtet werden. Überdies erhält Cook eine geheime Order mit dem Auftrag, diese erst zu öffnen, sobald der erste Teil der Reise – die Beobachtung des Venusdurchgangs – erfüllt ist. An Bord befinden sich neben der Crew zahlreiche internationale Wissenschaftler, unter ihnen der Astronom Charles Green sowie die Botaniker Joseph Banks, Daniel Solander und Herman Diedrich Spöring.
- Nach einer Zwischenstation auf Madeira am 12. September segelt die Endeavour weiter nach Rio de Janeiro, wo sie am 13. November eintrifft. Nachdem sie gründlich überholt worden ist, sticht sie im Dezember Richtung Feuerland und Kap Hoorn in See.

### Wirtschaft
- Im Großherzogtum Toskana wird unter Großherzog Peter Leopold und seinem Ersten Minister Franz Xaver Wolfgang von Orsini-Rosenberg die Generalpacht aufgehoben und die Steuereintreibung verstaatlicht. Für den bäuerlichen Besitz wird die Erbpacht eingeführt. Weiters werden Maßnahmen getroffen, um das weitere Anwachsen des unproduktiven Vermögens zur toten Hand zu verhindern, womit der Staat in das Recht der Kirche eingreift.

### Wissenschaft und Technik
- 4. März: In Mantua wird durch Erzherzogin Maria Theresia die Accademia Nazionale Virgiliana gegründet.
- Juni: Der schottische Universalgelehrte James Bruce beginnt in Alexandria mit den Vorbereitungen zu seiner großen Reise zu den Quellen des Nil. Mit Unterstützung des Mamlukenherrschers Ali Bey al-Kabir reist er z. T. als Türke verkleidet und verfolgt den Lauf des Nils stromaufwärts. Seine Reise dauert bis 1773.
- 20. November: Unweit von Mauerkirchen fällt ein Meteorit auf bayerisches Territorium.
- 6. Dezember: William Smellie gibt in Edinburgh die erste Lieferung der ersten Ausgabe der Encyclopædia Britannica heraus. Von nun an erscheinen wöchentlich Lieferungen dieses Produkts der Schottischen Aufklärung.

### Kultur

#### Bildende Kunst

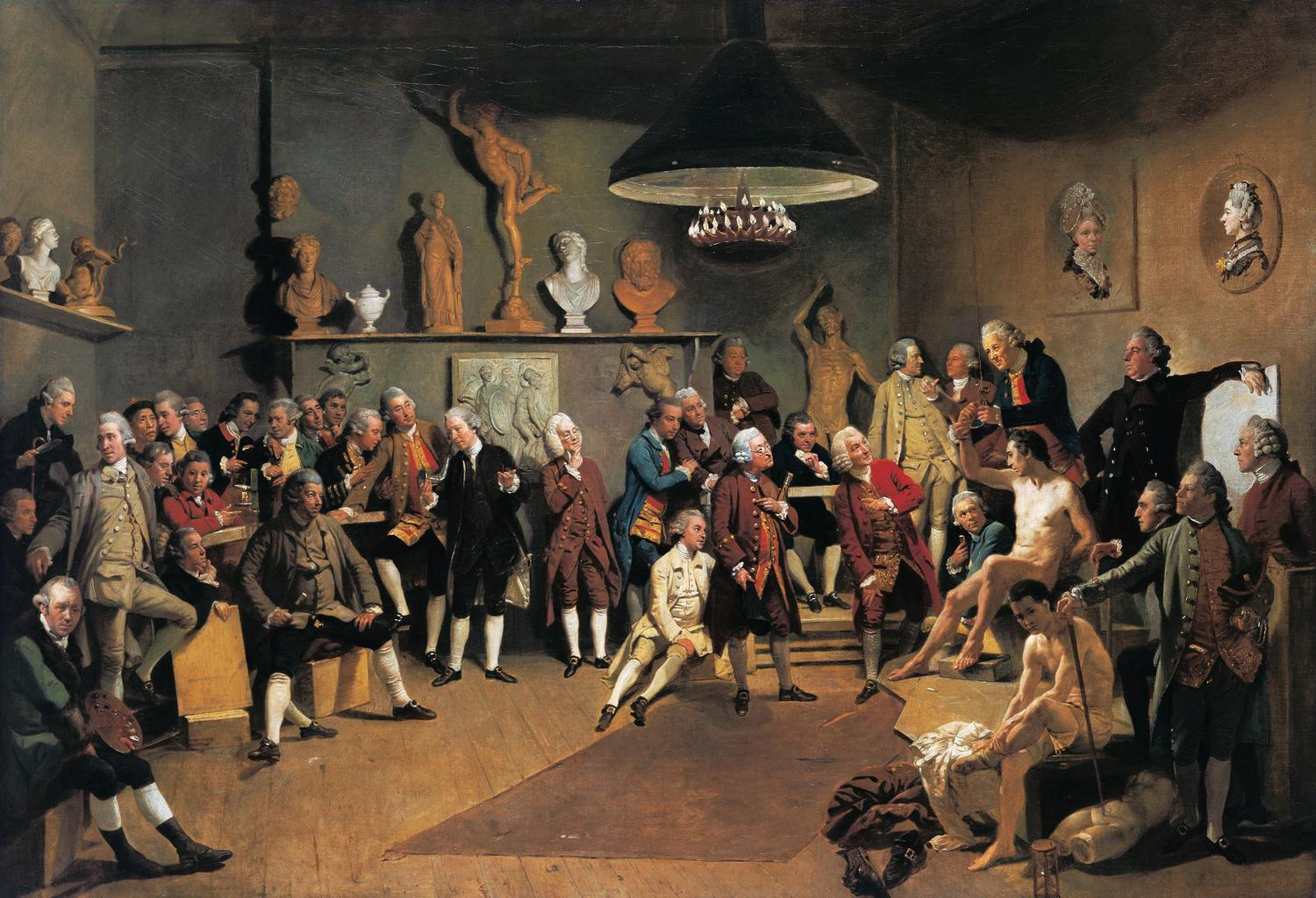
Johann Zoffany: Die Porträts der Gründungsmitglieder der Royal Academy (1771–72, Öl auf Leinwand).

- 10. Dezember: König George III. gründet in London die Royal Academy of Arts. Unter den 34 Gründungsmitgliedern befinden sich mit Angelika Kauffmann und Mary Moser auch zwei Frauen. Erster Präsident der Kunstinstitution, die sich der Lehre und Förderung von Malerei, Bildhauerei und Architektur widmet, wird Joshua Reynolds.

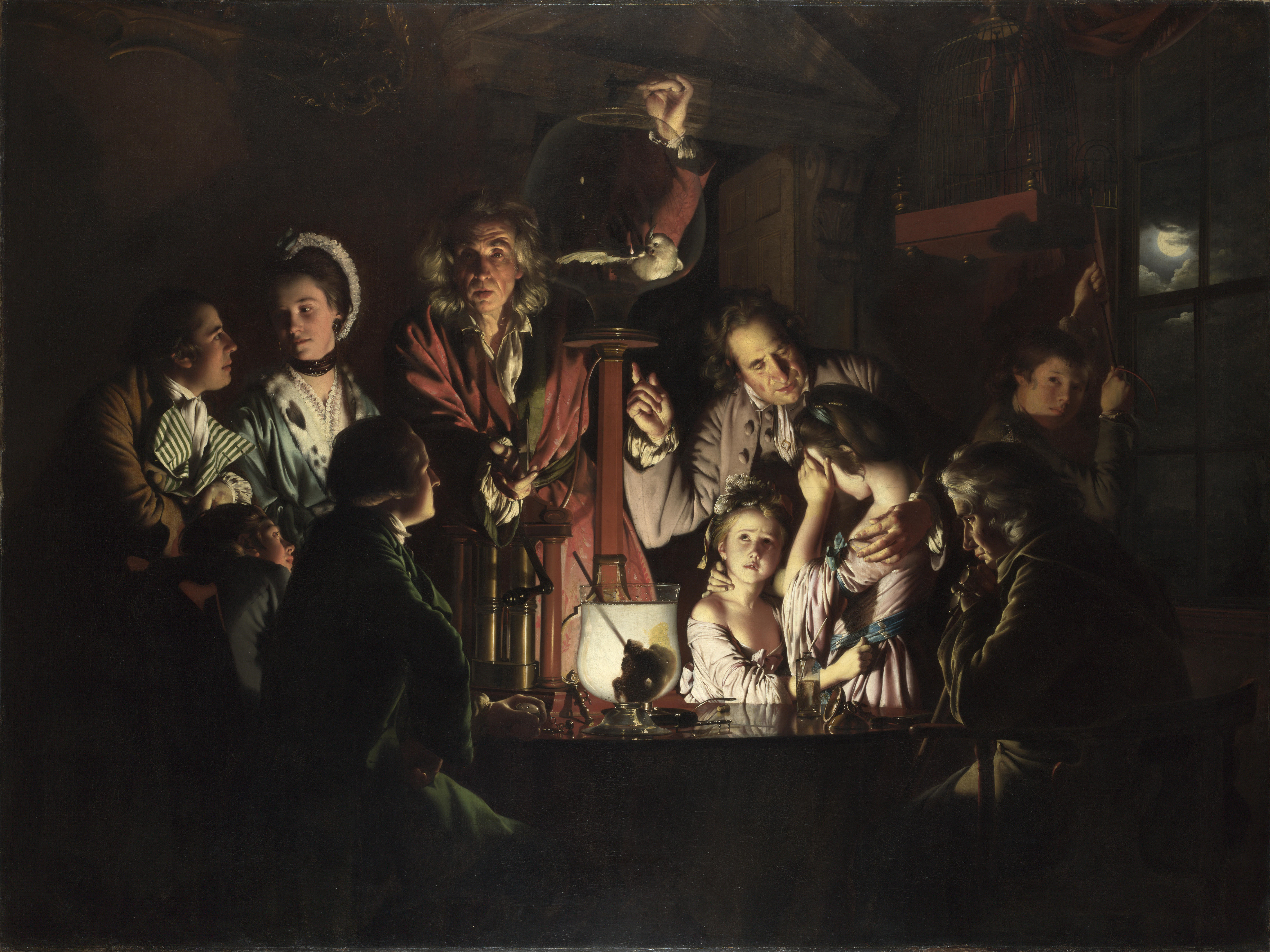
Das Experiment mit dem Vogel in der Luftpumpe

- Joseph Wright of Derby malt das Gemälde Das Experiment mit dem Vogel in der Luftpumpe. Das Gemälde ist Teil einer Reihe von kerzenbeleuchteten Nocturnes, die er in den 1760er Jahren malt.

#### Musik
- Herbst: Die Eröffnung des Opernhauses in Eszterháza erfolgt mit der Uraufführung der Opera buffa Lo speziale (Der Apotheker) von Joseph Haydn.
- Vermutlich am 7. Dezember findet in Schwechat bei Wien die Uraufführung von Wolfgang Amadeus Mozarts Singspiel Bastien und Bastienne statt. Das Libretto stammt von Friedrich Wilhelm Weiskern, Johann Heinrich Müller und Johann Andreas Schachtner. Es basiert auf Charles-Simon Favarts, Marie Justine Benoîte Favarts und Harny de Guervilles Les amours de Bastien et Bastienne, einer Parodie auf Jean-Jacques Rousseaus einaktige Oper Le devin du village (Der Dorfwahrsager). Das Singspiel besteht aus einem Akt und ist in deutscher Sprache verfasst. Leopold Mozart bezeichnet es als Operetta, für den Librettisten Weiskern ist es „eine Französische Operacomique“. Dieses Genre ist zu diesem Zeitpunkt sehr in Mode.
- Im gleichen Jahr komponiert Wolfgang Amadeus Mozart die Oper La finta semplice. Auf Anregung von Kaiser Joseph II. tut er dies erstmals im Stil der Opera buffa. Das Werk kommt auf Grund von Intrigen allerdings erst im nächsten Jahr zur Aufführung.
- Die zweite Fassung der Oper Solimano von Davide Perez hat ihre Uraufführung im Palazzo Ajuda in Lissabon. Das Libretto stammt von Giovanni Ambrogio Migliavacca. Perez’ zweite Version des Solimano-Librettos gilt allgemein als das Meisterwerk des Komponisten.

### Gesellschaft
- 8. Juni: Der deutsche Archäologe und Kunstschriftsteller Johann Joachim Winckelmann wird auf der Rückreise von Deutschland nach Rom im Hotel Locanda Grande in Triest von dem vorbestraften Koch Francesco Arcangeli ermordet.
- 6. November: Kaiser Joseph II. stiftet den Orden des heiligen Josephs für die Burgmannschaft der Reichsburg Friedberg sowie der zugehörigen Burggrafschaft.

### Religion

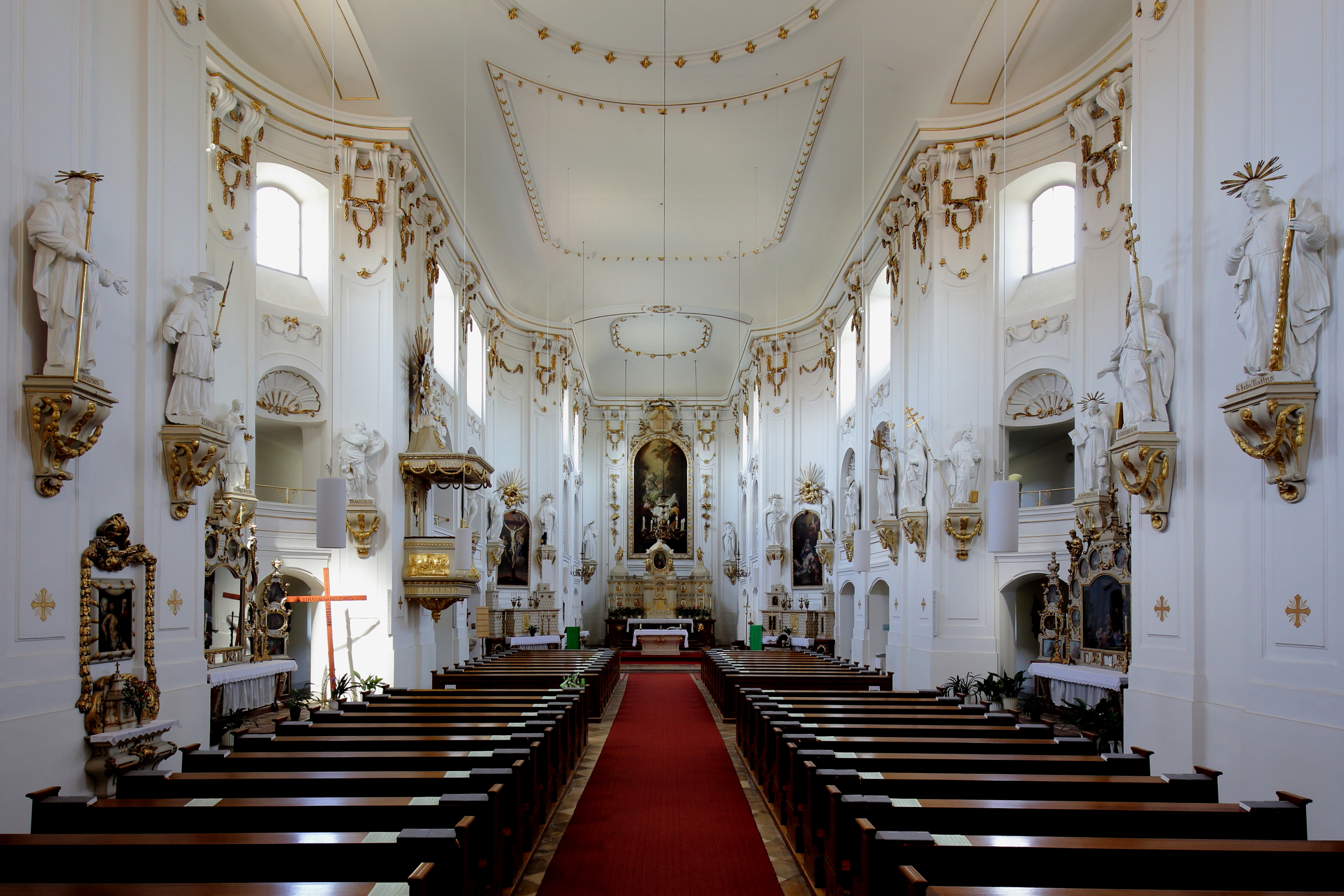
Innenansicht der Waisenhauskirche

- 7. Dezember: In Wien wird durch Fürsterzbischof Christoph Anton von Migazzi die Waisenhauskirche eingeweiht. Der zwölfjährige Wolfgang Amadeus Mozart erhielt den Auftrag, zu diesem Anlass eine feierliche Messe zu komponieren, vermutlich die Messe in c-Moll KV 139.
- Ignaz Franz verfasst das Kirchenlied Großer Gott, wir loben dich nach dem Te Deum laudamus aus dem 4. Jahrhundert.

## Historische Karten und Ansichten

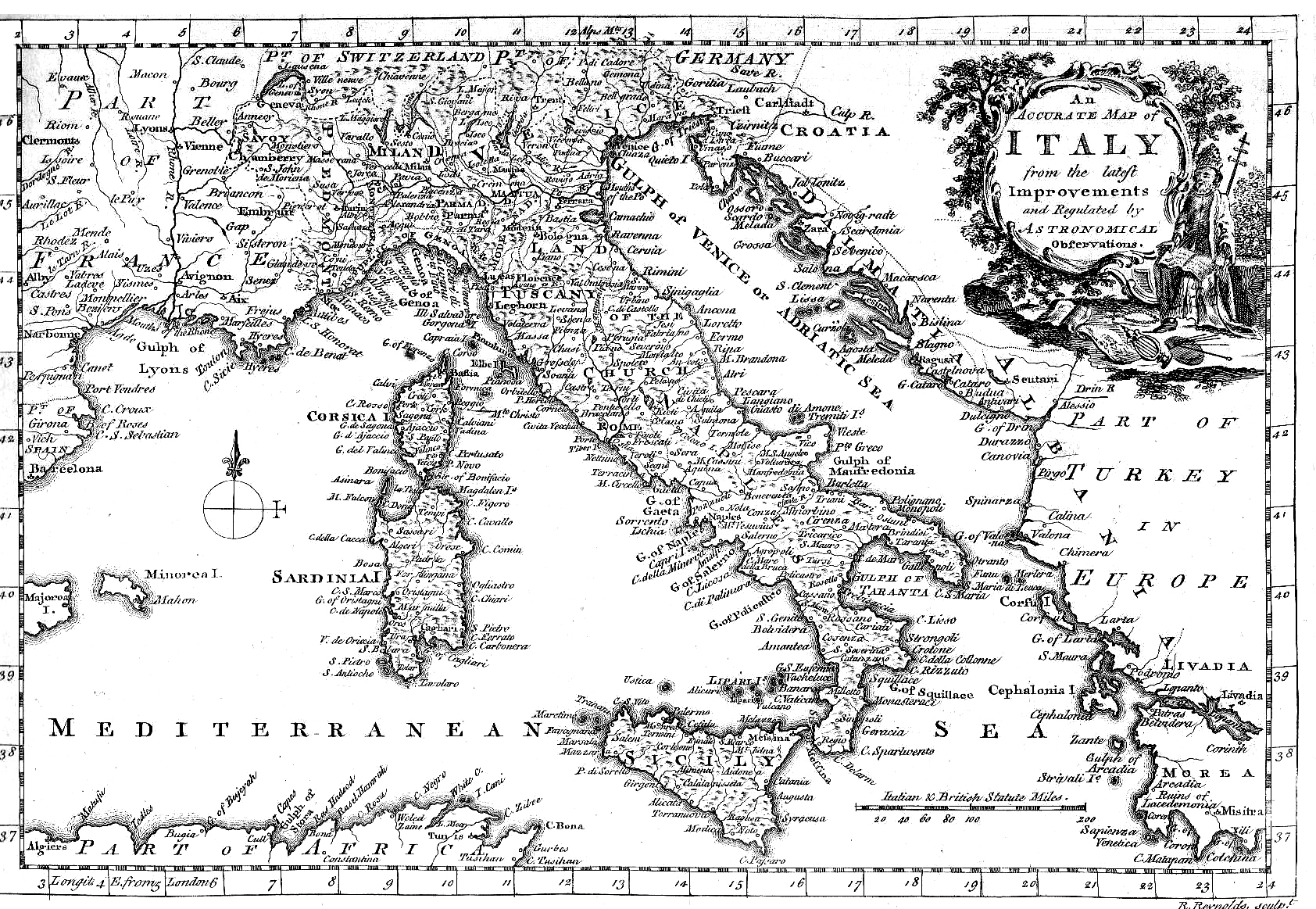
Italien 1768

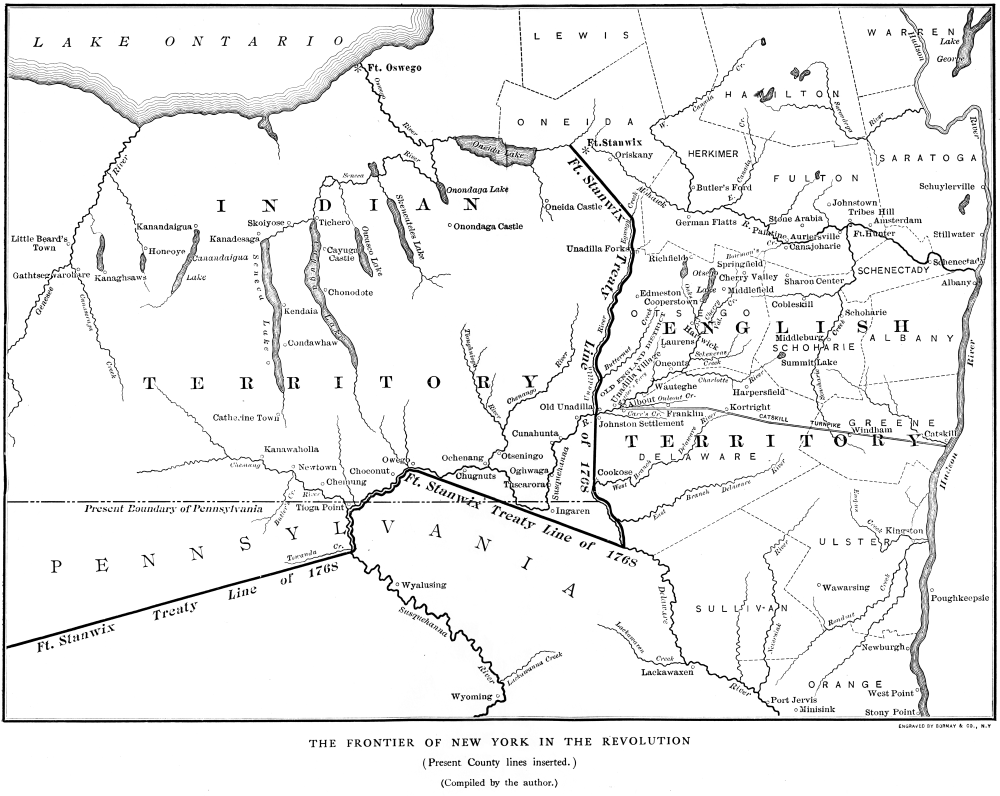
Grenzland New Yorks 1768

## Geboren

### Erstes Quartal

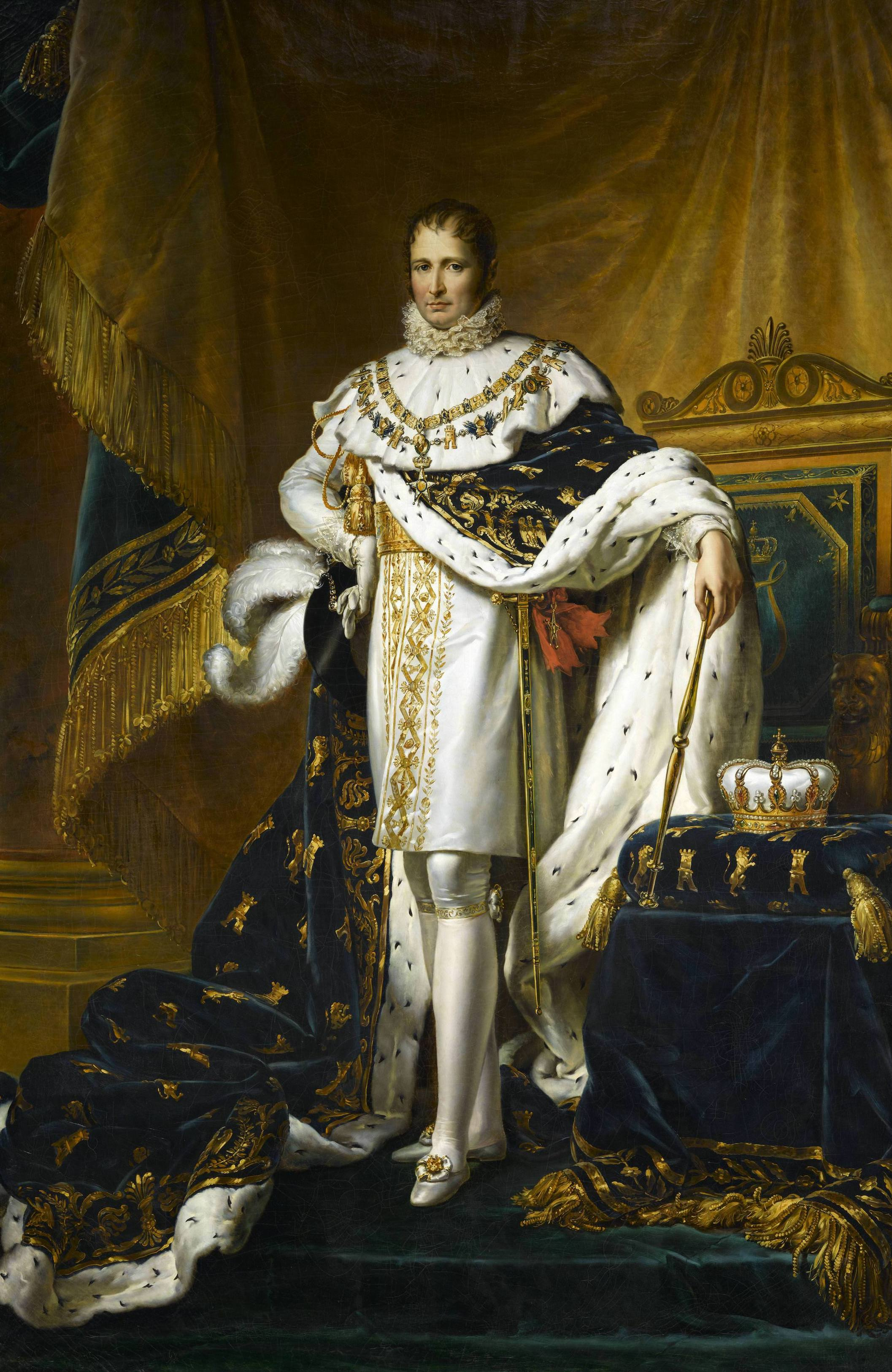
Joseph Bonaparte als König von Spanien

- 07. Januar: Joseph Bonaparte, König von Neapel und Spanien († 1844)
- 12. Januar: Johann Georg Ludwig Brakebusch, deutscher lutherischer Theologe und Schriftsteller der Aufklärung († 1835)
- 16. Januar: Carl Andreas Göpfert, deutscher Komponist († 1818)
- 17. Januar: Sebastian Fahrländer, Schweizer Arzt und Politiker († 1841)
- 17. Januar: Smith Thompson, US-amerikanischer Politiker und Jurist († 1843)
- 23. Januar: Franz Antoine, österreichischer Pomologe († 1834)
- 24. Januar: Friedrich Erhard von Röder, preußischer General der Kavallerie († 1834)
- 25. Januar: Christoph Wilhelm Friedrich Penzenkuffer, deutscher Geistlicher, Pädagoge und Sprachforscher († 1828)
- 25. Januar: Justus Erich Walbaum, deutscher Typograf, Schriftgießer und Stempelschneider († 1837)
- 28. Januar: Axel Bundsen, dänischer Architekt und Baumeister († 1832)
- 28. Januar: Friedrich VI., König von Dänemark und Norwegen († 1839)
- 01. Februar: Alexandre-Jacques-Bernard Law de Lauriston, französischer General und Marschall von Frankreich († 1828)
- 01. Februar: Charles Tait, US-amerikanischer Politiker († 1835)
- 04. Februar: Johann Joachim Petz, deutscher Mediziner († 1826)

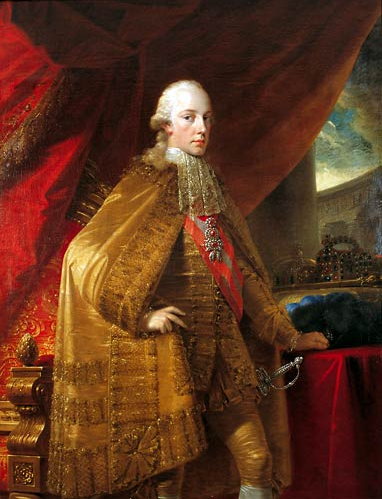
Franz II., 1792

- 12. Februar: Franz II. Joseph Karl, Kaiser des Heiligen Römischen Reiches und als Franz I. Kaiser von Österreich († 1835)
- 12. Februar: Joseph von Hazzi, bayerischer Finanzbeamter, Schriftsteller über Forstwesen, Landwirtschaft und Statistik († 1845)
- 13. Februar: Édouard Adolphe Mortier, Marschall von Frankreich († 1835)
- 14. Februar: Paul Usteri, Schweizer Publizist und Politiker († 1831)
- 20. Februar: Vinzenz Ferrerius von Bianchi, österreichischer General und Herzog von Casalanza († 1855)
- 25. Februar: Friedrich von Adelung, deutscher Jurist und Philosoph († 1843)
- 26. Februar: Phra Phutthaloetla, als Rama II. König von Siam († 1824)
- 01. März: Pierre Coudrin, französischer Priester und Ordensgründer († 1837)
- 04. März: August Friedrich Holtzhausen, deutscher Ingenieur und erster deutscher Dampfmaschinenfabrikant († 1827)
- 04. März: Johann Friedrich Kind, deutscher Schriftsteller († 1843)
- 09. März: Heinrich Ludwig, Fürst von Nassau-Saarbrücken († 1797)
- 10. März: Karl Friedrich Gerhard Gruner, deutscher Kaufmann und Politiker († 1837)
- 15. März: Maria Anna Czartoryska, polnische Schriftstellerin († 1854)
- 16. März: Johann Friedrich von Waldeck, französischer Antiquar, Kartograf, Maler und Forschungsreisender († 1875)
- 17. März: Kaʻahumanu, regierende Königin von Hawaiʻi († 1832)
- 19. März: François Joseph Bosio, französischer Bildhauer († 1845)

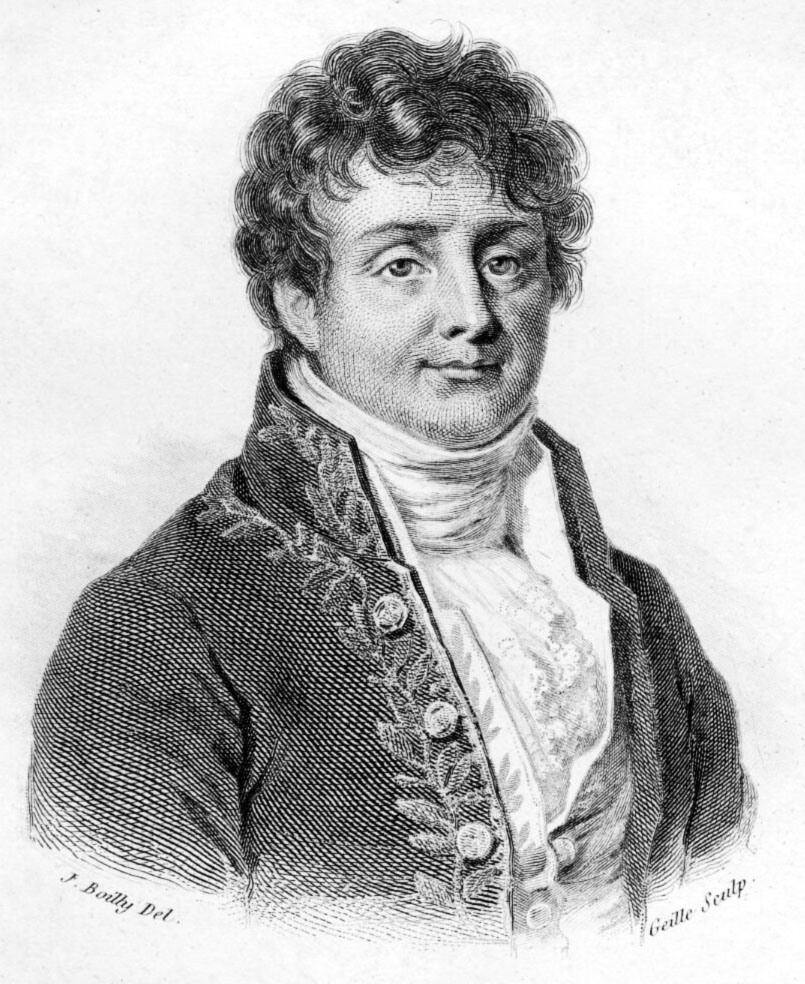
Jean Baptiste Joseph Fourier, 1796

- 21. März: Jean Baptiste Joseph Fourier, französischer Mathematiker und Physiker († 1830)
- 27. März: Arnold Mallinckrodt, deutscher Schriftsteller, Verleger und Publizist im preußischen Westfalen († 1825)
- 27. März: Joseph Schreyvogel, österreichischer Schriftsteller († 1832)
- 28. März: Augustin Roguin, Schweizer Kaufmann und Reeder († 1827)
- 30. März: Maria Reynolds, Protagonistin des ersten öffentlichen Sex-Skandals in den USA († 1828)

### Zweites Quartal
- 02. April: Georg Friedrich Krause, preußischer Staatsrat und Forstwissenschaftler († 1836)
- 05. April: Dietrich Ludwig Gustav Karsten, deutscher Mineraloge († 1810)
- 11. April: Friedrich August Ludewig, deutscher Geistlicher, Pädagoge und Schriftsteller († 1840)
- 12. April: Christopher G. Champlin, US-amerikanischer Politiker († 1840)
- 14. April: Wilhelm von Dörnberg, deutscher General († 1850)
- 18. April: Willie Blount, US-amerikanischer Politiker († 1835)
- 18. April: Jean-Baptiste Debret, französischer Maler († 1848)
- 22. April: Friedrich David Gräter, württembergischer Theologe, Philosoph und Philologe, Begründer der wissenschaftlichen Nordistik in Deutschland († 1830)
- 23. April: José Álvarez Cubero, spanischer Bildhauer († 1827)
- 23. April: Friedrich Groos, deutscher Arzt und Philosoph († 1852)
- 27. April: Jeremiah Mason, US-amerikanischer Politiker († 1848)
- 03. Mai: Agustín Eyzaguirre, Präsident von Chile († 1837)
- 05. Mai: Karl Friedrich von dem Knesebeck, preußischer Generalfeldmarschall († 1848)
- 17. Mai: Caroline von Braunschweig-Wolfenbüttel, Gemahlin des britischen Königs Georg IV. († 1821)
- 17. Mai: Henry William Paget, britischer General und Staatsmann († 1854)
- 25. Mai: Kagawa Kageki, japanischer Tanka-Dichter († 1843)
- 29. Mai: Johann Martin Gehrig, deutscher römisch-katholischer Geistlicher († 1825)
- 30. Mai: Étienne Marie Antoine Champion de Nansouty, französischer General († 1815)
- 12. Juni: Johann Gottfried Pahl, württembergischer Autor, Geistlicher und Politiker († 1839)
- 13. Juni: Girolamo Amati, italienischer Philologe, Gräzist, Epigraphiker, Paläograph und Handschriftenkundler († 1834)
- 20. Juni: William Findlay, US-amerikanischer Politiker († 1846)
- 25. Juni: Lazare Hoche, französischer General der Revolutionszeit († 1797)
- 25. Juni: Jakob Albrecht von Sienen, deutscher Jurist und Beamter († 1837)

### Drittes Quartal
- 04. Juli: Juliane Wilhelmine Bause, deutsche Malerin († 1837)
- 06. Juli: Heinrich Backofen, deutscher Komponist und Klarinettist († 1830)
- 13. Juli: Peter Joseph Imhoff, deutscher Bildhauer († 1844)
- 18. Juli: Jean-Robert Argand, schweizerischer Buchhändler und Amateurmathematiker († 1822)
- 20. Juli: Franz Anton Schubert, deutscher Kirchenkomponist und Instrumentalist an der Katholischen Hofkirche Dresden († 1824)
- 25. Juli: William George Browne, englischer Afrika- und Asienreisender († 1813)
- 26. Juli: Johann Jakob Aders, deutscher Politiker, Banker und Sozialreformer († 1825)
- 27. Juli: Charlotte Corday, französische Adlige und Attentäterin († 1793)
- 27. Juli: Joseph Anton Koch, österreichischer Maler († 1839)
- 29. Juli: August Tischbein, deutscher Maler und Lithograph († 1848)
- 30. Juli: Friedrich August Marschall von Bieberstein, deutscher Botaniker und Forschungsreisender († 1826)
- 01. August: Karl Ludwig von Haller, Schweizer Staatsrechtler († 1854)
- 06. August: Jean-Baptiste Bessières, französischer General († 1813)
- 06. August: Josef Derossi, österreichischer Schauspieler († 1841)
- 10. August: Otto Christian Friedrich Kuhfahl, deutscher Pädagoge († 1837)
- 11. August: Johann Baptist Andres, deutscher Historiker, Theologe, Philosoph und Kirchenrechtler († 1823)
- 15. August: Christoph von Schmid, deutscher Dichter und Jugendbuchautor († 1854)
- 17. August: Louis-Charles-Antoine Desaix, französischer General († 1800)
- 22. August: Friedrich Delbrück, preußischer Theologe und Pädagoge († 1830)
- 24. August: Samuel Paynter, US-amerikanischer Politiker († 1845)
- 24. August: Julius von Voß, deutscher Schriftsteller († 1832)
- 26. August: Ferdinand von Schau, deutscher Offizier und Landrat († 1840)
- 27. August: Joseph Vitus Burg, Bischof von Mainz († 1833)

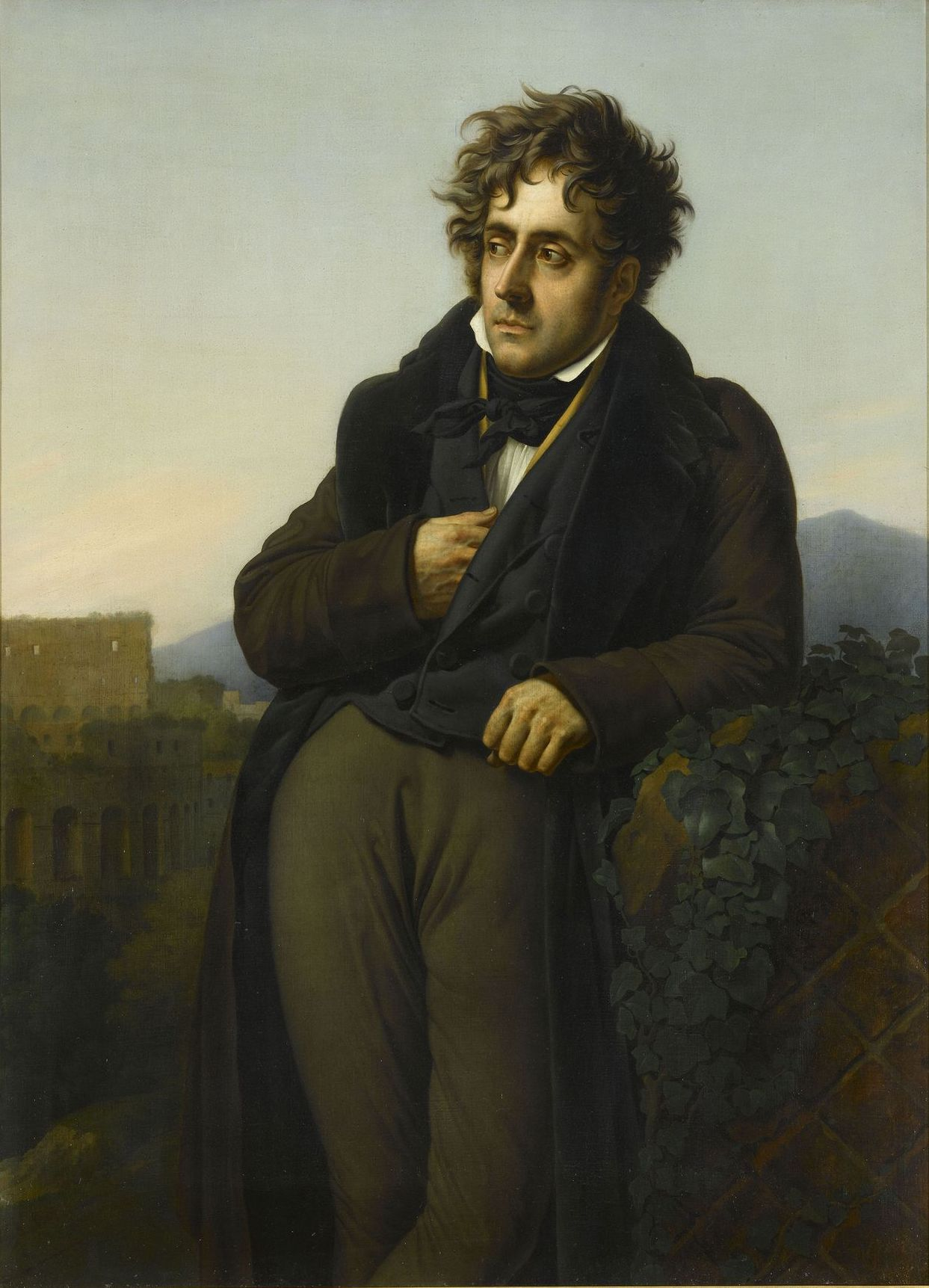
François-René de Chateaubriand

- 04. September: François-René de Chateaubriand, französischer Schriftsteller und Diplomat († 1848)
- 05. September: Andreas Ludwig Christoph Kettembeil, deutscher Jurist und Herausgeber († 1840)
- 06. September: Johann Friedrich Wilhelm Thym, deutscher reformierter Theologe und Pädagoge († 1803)
- 11. September: Karl Friedrich Alexander Freiherr von Arnswaldt, Wissenschaftspolitiker und Staatsminister († 1845)
- 12. September: Benjamin Carr, englisch-amerikanischer Komponist, Organist, Sänger und Musikverleger († 1831)
- 14. September: Johann Karl Fetzer, Schweizer Politiker († 1847)
- 16. September: Rozalia Lubomirska, polnische Adlige, Opfer der Französischen Revolution († 1794)
- 20. September: Johann Gottfried Steinhäuser, Physiker, Mathematiker, Montanist und Jurist († 1825)
- 21. September: Louis Emmanuel Jadin, französischer Komponist und Professor († 1853)
- 25. September: Gottfried Mind, Schweizer Zeichner († 1814)

### Viertes Quartal
- 02. Oktober: William Carr Beresford, britischer General und portugiesischer Marschall († 1854)
- 02. Oktober: François Pierre Amey, französischer General († 1850)
- 06. Oktober: Josef Madersperger, Tiroler Schneidermeister und einer der Erfinder der Nähmaschine († 1850)
- 06. Oktober: Samuel C. Crafts, US-amerikanischer Politiker († 1853)
- 11. Oktober: Jean-Édouard Adam, französischer Chemiker und Physiker († 1807)
- 13. Oktober: Jacques Félix Emmanuel Hamelin, französischer Admiral († 1839)
- 17. Oktober: Israel Jacobson, deutscher jüdischer Reformer († 1828)
- 17. Oktober: Sophie von Dönhoff, preußische Adelige, in morganatischer Ehe Ehefrau von König Friedrich Wilhelm II. († 1834)
- 25. Oktober: Friedrich Wilhelm, Fürst von Nassau-Weilburg († 1816)
- 26. Oktober: Karl Friedrich Franciscus von Steinmetz, deutscher Generalleutnant und Kartograf († 1837)
- 28. Oktober: Johannes Daniel Falk, preußischer Theologe und Schriftsteller († 1826)
- 28. Oktober: Wilhelm Anton Ficker, deutscher Mediziner († 1824)
- 28. Oktober: Wilhelmine von Gersdorff, deutsche Adelige und Schriftstellerin († 1847)
- 30. Oktober: Jędrzej Śniadecki, polnischer Chemiker und Arzt († 1838)
- 31. Oktober: Simon Moritz von Bethmann, deutscher Bankier († 1826)
- 31. Oktober: Juan Egaña Risco, Präsident von Chile († 1836)
- 01. November: Christopher Ellery, US-amerikanischer Politiker († 1840)
- 02. November: Carl Bonaventura Witzka, deutscher Komponist und katholischer Theologe († 1848)
- 04. November: Francesco Maria Appendini, italienischer Philologe und Historiker († 1837)
- 08. November: Augusta Sophia, britisch-hannoveranische Prinzessin († 1840)
- 11. November: Asaf Jah III., Herrscher des indischen Fürstenstaats Hyderabad im Hochland des Dekkan († 1829)
- 18. November: Zacharias Werner, deutscher Dramatiker († 1823)

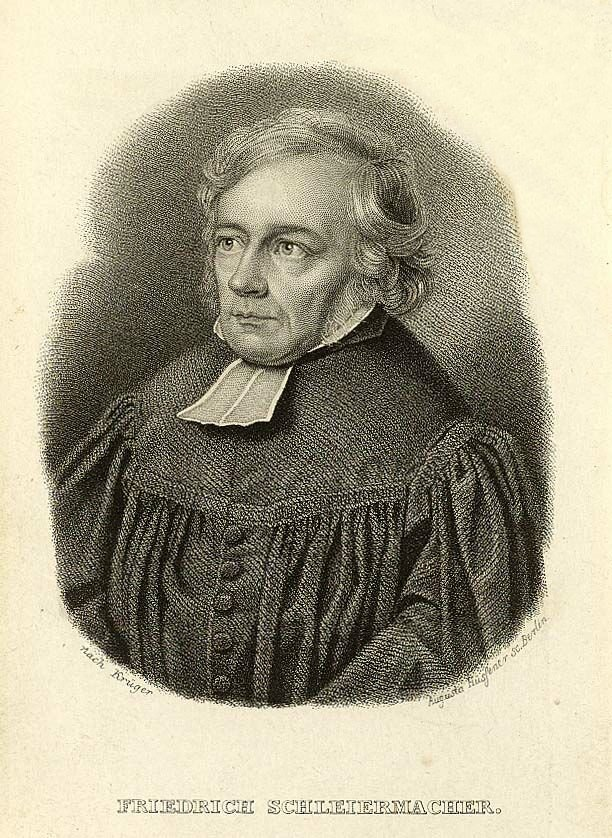
Friedrich Schleiermacher

- 20. November: Andreas Leonhard Creuzer, deutscher Theologe († 1844)
- 21. November: Friedrich Schleiermacher, schlesischer protestantischer Theologe und Philosoph († 1834)
- 24. November: Georg Friedrich Rebmann, deutscher Publizist († 1824)
- 26. November: Ferdinand von Bubna und Littitz, österreichischer Feldmarschallleutnant († 1825)
- 03. Dezember: Xaver Bernauer, deutscher Orgelbauer († 1831)
- 19. Dezember: Aimée du Buc de Rivéry, französische Adlige (verschollen um 1788)

### Genaues Geburtsdatum unbekannt
- Conrad Christoph von Ahlefeldt, Erb- und Gerichtsherr aus Ascheberg, Kammerherr, Land- und Obergerichtsrat in Glückstadt und Klosterpropst von Uetersen († 1853)
- Christlieb Georg Heinrich Arresto, deutscher Schauspieler und Dichter († 1817)
- Friedrich Casimir Elias Eichler von Auritz, deutscher Offizier († 1829)
- Thomas Hayward, britischer Seemann auf der Bounty († 1797)
- Starez Leonid, russischer Mönch und Seelsorger († 1841)

### Geboren um 1768
- Tecumseh, politischer und militärischer Führer der Shawnee und anderer Indianerstämme († 1813)

## Gestorben

### Erstes Halbjahr
- 01. Januar: Jean Restout der Jüngere, französischer Maler (* 1692)
- 02. Januar: Johann Simonis deutscher evangelischer Theologe und Orientalist (* 1698)
- 13. Januar: Giuseppe Simone Assemani, arabischer Orientalist (* 1687)
- 13. Januar: Pierre-Gabriel Buffardin, französischer Flötist (* 1693)
- 03. Februar: August Friedrich Eichel, preußischer Kabinettsrat (* 1698)
- 05. Februar: Karl von Arberg, deutscher Offizier (* 1705)
- 13. Februar: Adolf Gideon Bartholdi, preußischer Pädagoge (* 1688)
- 27. Februar: Johann Caspar Ulrich, Schweizer reformierter Pfarrer pietistischer Richtung (* 1705)
- 01. März: Hermann Samuel Reimarus, preußischer Orientalist, Philosoph und Theologe, Wegbereiter der wissenschaftlichen Bibelkritik (* 1694)
- 03. März: Nicola Antonio Porpora, italienischer Komponist und Gesangslehrer (* 1686)
- 11. März: Giovanni Battista Vaccarini, italienischer Architekt (* 1702)
- 18. März: Laurence Sterne, britischer Schriftsteller (* 1713)
- 04. April: Philipp von Imhoff, braunschweig-wolfenbüttelscher Generalleutnant (* 1702)
- 09. April: Sarah Fielding, englische Schriftstellerin und Übersetzerin (* 1710)
- 14. April: François de Cuvilliés der Ältere, französisch-deutscher Baumeister (* 1695)
- 19. April: Giovanni Antonio Canal, genannt Canaletto, italienischer Landschaftsmaler (* 1697)
- 24. April: Johann Valentin Tischbein, thüringischer Maler in Laubach, Maastricht, Den Haag, Hildburghausen (* 1715)
- 04. Mai: Charles Étienne Louis Camus, französischer Mathematiker und Physiker (* 1699)
- 06. Mai: Conrad Nahmmacher, deutscher evangelischer Theologe und Pädagoge (* 1734)
- 18. Mai: Johann Adam Berner, deutscher Orgelbauer (* 1723)
- 25. Mai: Siegfried Cäso von Aeminga, deutscher Rechtswissenschaftler (* 1710)
- 26. Mai: Félix  de Berroeta, spanischer Offizier, Kolonialverwalter und Gouverneur von Chile

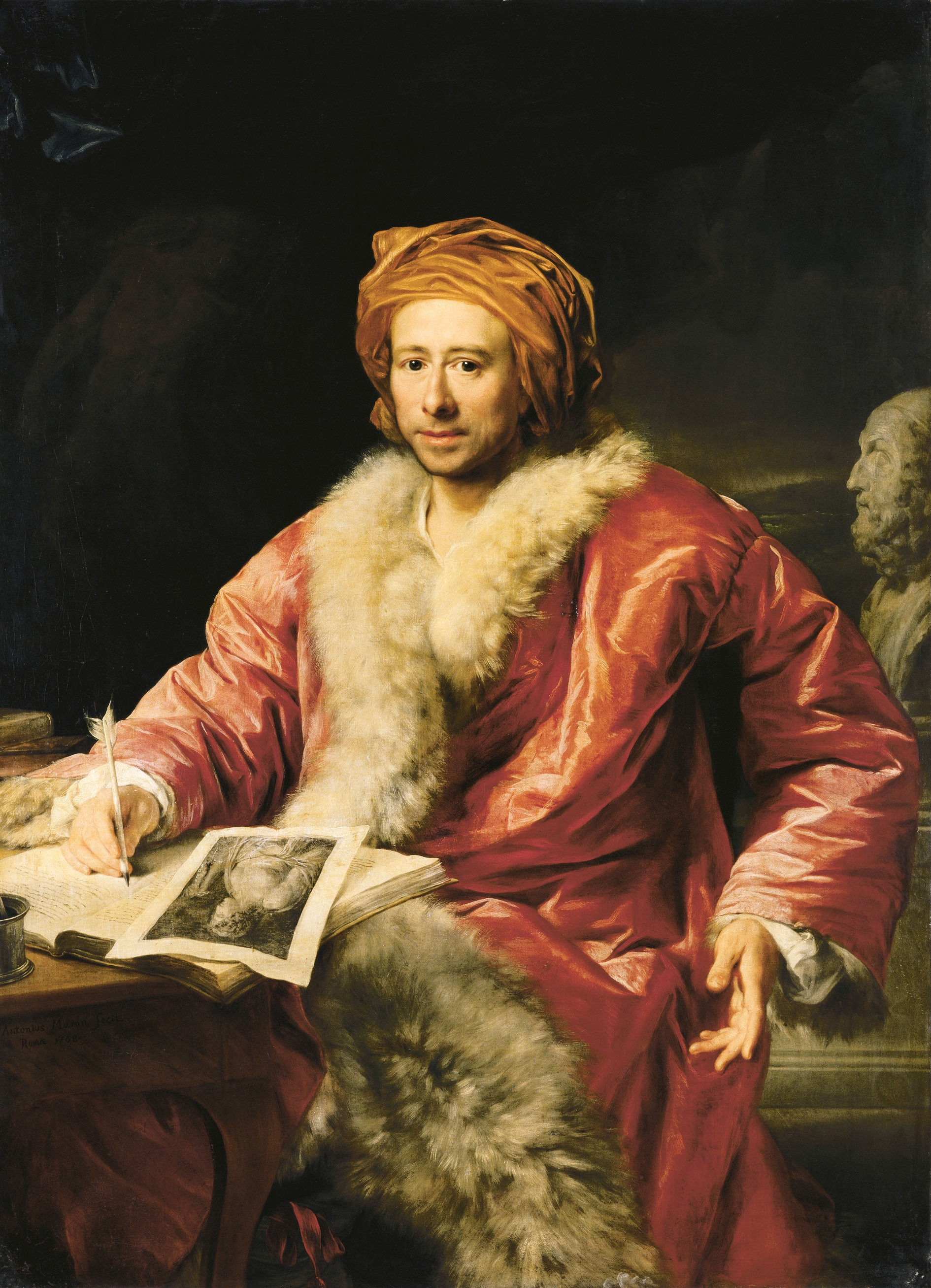
Johann Joachim Winckelmann 1768

- 02. Juni: Moritz Casimir I. von Bentheim-Tecklenburg, reg. Graf von Tecklenburg und Limburg, Herr zu Rheda (* 1701)
- 08. Juni: Johann Joachim Winckelmann, deutscher Archäologe und Kunstschriftsteller (* 1717)
- 19. Juni: Benjamin Tasker, britischer Kolonialgouverneur von Maryland (* 1690)
- 24. Juni: Johann Julius Hecker, preußischer Theologe und Gründer der praxisorientierten Realschule (* 1707)

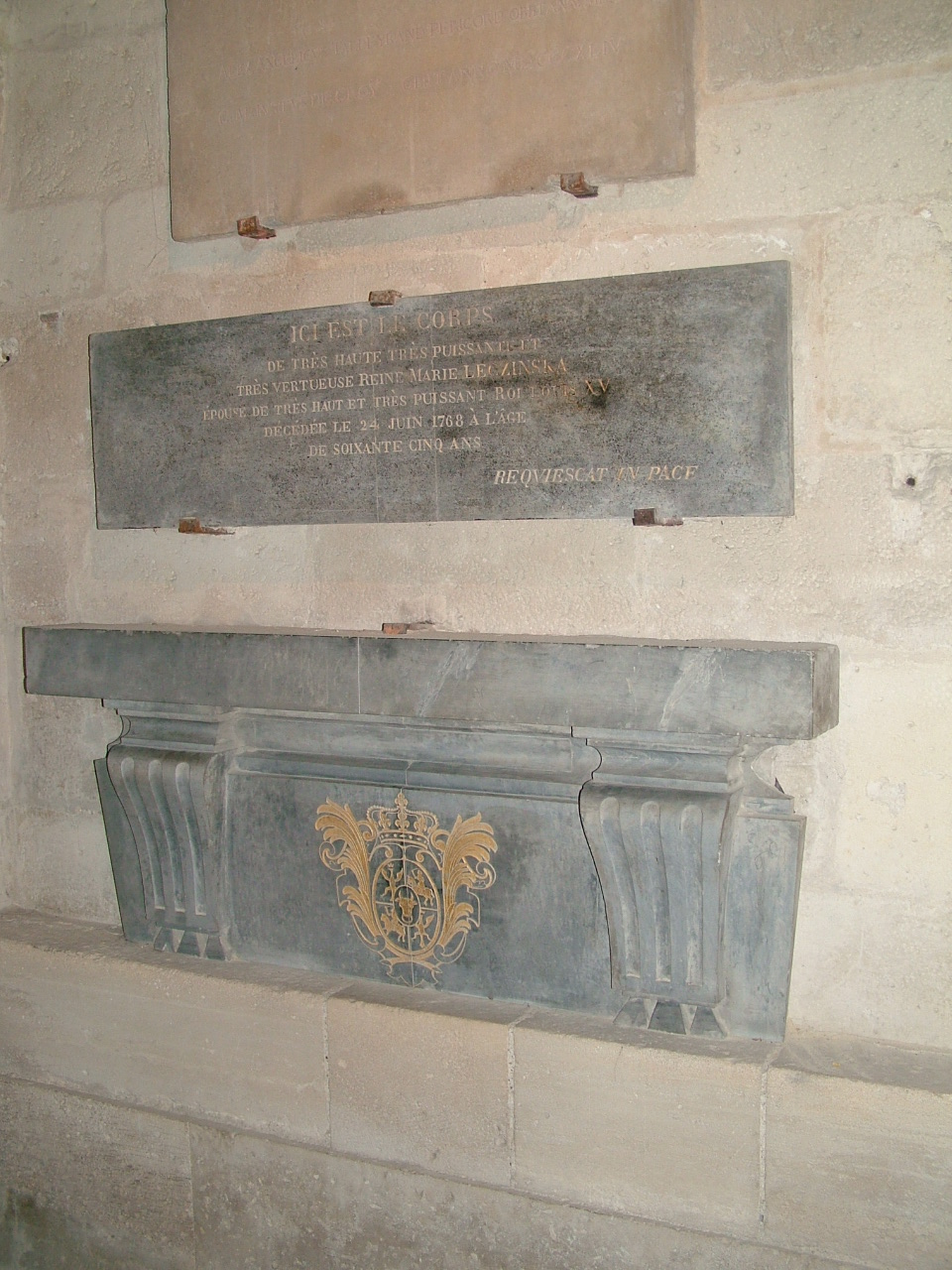
Grab der Königin Maria Leszczyńska in Saint-Denis

- 24. Juni: Maria Leszczyńska, polnische Adelige, Königin von Frankreich und Navarra (* 1703)
- 28. Juni: George Hadley, englischer Physiker und Meteorologe (* 1685)
- 28. Juni: Johann Gottfried Tympe, deutscher orientalischer Philologe und evangelischer Theologe (* 1699)

### Zweites Halbjahr
- 04. Juli: Johann Gottfried Borlach, sächsischer Bergrat (* 1687)
- 11. Juli: José de Nebra, spanischer Komponist (* 1702)
- 14. Juli: James Short, britischer Mathematiker, Optiker und Teleskopbauer (* 1710)
- 20. Juli: Francesco Arcangeli, italienischer Mörder (* 1737)
- 24. Juli: Wilhelm Heinrich, Fürst von Nassau-Saarbrücken (* 1718)
- 30. Juli: Giorgio Baffo, italienischer Jurist und Dichter (* 1694)
- 20. August: Joseph Ignaz Philipp von Hessen-Darmstadt, Fürstbischof von Augsburg (* 1699)
- 24. August: Antonio de Guill y Gonzaga, spanischer Offizier, Kolonialverwalter sowie Gouverneur von Panama und Chile (* 1715)
- 25. August: Johann Conrad Seekatz, deutscher Maler (* 1719)
- 11. September: Joseph-Nicolas Delisle, französischer Astronom (* 1688)
- 17. Oktober: Ludwig VIII., Landgraf von Hessen-Darmstadt (* 1691)
- 19. Oktober: Agostino Masucci, italienischer Maler (* 1690)
- 28. Oktober: Michel Blavet, französischer Flötist und Komponist (* 1700)
- 31. Oktober: Francesco Maria Veracini, italienischer Violinist und Komponist (* 1690)
- 10. November: Johann Jacob Leu, Schweizer Enzyklopädist, Bürgermeister von Zürich und Bankier (* 1689)
- 17. November: Thomas Pelham-Holles, britischer Politiker (* 1693)
- 08. Dezember: Jean Denis Attiret, französischer Jesuiten-Missionar und Maler (* 1702)
- 13. Dezember: Johann Christoph von Dreyhaupt, deutscher Historiker (* 1699)
- 13. Dezember: Johann Conrad Peyer, Schweizer Jurist, Politiker und Dichter (* 1707)
- 14. Dezember: Ulla Tessin, schwedischer Hofdame, Oberhofmeisterin und Gräfin (* 1711)

### Genaues Todesdatum unbekannt
- Felix Benda, böhmischer Komponist (* 1708)
- Christian Kretzschmar, deutscher Baumeister des Barock und des Rokoko (* um 1700)